# 302-es busz
A 302-es számú elővárosi autóbusz Budapest, Újpest-Városkapu autóbusz-állomásról indulva a 2-es főúton halad Dunakeszi északi részéig, ahol lefordul a Dunához, a horányi révhez. A 300-as busz betétjárata. Feladata, hogy enyhítse a fővárosból Vác irányába tartó autóbuszok utasterhelését Dunakesziig és vissza. Munkanapokon délután az utolsó két járat Budapestről nem érinti Dunakeszin a benzinkút megállót, mert bekanyarodnak a Barátság úti lakótelepre és onnan közlekednek tovább a horányi révhez. Munkanapokon átlagosan óránként és irányonként egyszer indul, míg hétvégén csupán öt pár járat közlekedik, melynek célja, hogy a hétvégi napok forgalmasabb időszakaiban a 300-as busszal együtt félóránkénti eljutási lehetőséget biztosítson Budapestről Dunakeszire. A járat Budapest közigazgatási határán belül Budapest-Bérlettel igénybe vehető.
2009. június 16-án Dunakeszi térségében is bevezették a budapesti agglomerációs forgalmi térségben alkalmazott egységes járatszámozásos rendszert. A 302-es járat korábban a 2005-ös járatba volt integrálva, most viszont egyedi jelzésként a 302-est kapta.

## Megállóhelyei
| 0                                       | Budapest, Újpest-Városkapu (XIII. kerület) végállomás | 34 | 104, 104A, 121, 122E, 196, 196A, 204 300, 303, 305, 308, 309, 310, 312, 313, 314, 315, 316, 318, 319, 320, 321, 872, 880, 882, 883, 884, 889, 890, 893 1010, 1011, 1013, 1014 S72 Z72 S76 |
| 2                                       | Budapest, Károlyi István utca                         | 32 | 104, 104A, 196, 204 300, 301, 303, 305, 306, 308, 309, 310, 311, 312 |
| 3                                       | Budapest, Zsilip utca                                 | 31 | 104, 104A, 196, 204 300, 301, 303, 305, 306, 308, 309, 310, 311, 312 |
| 5                                       | Budapest, Tungsram                                    | 29 | 96, 104, 104A, 196, 204 300, 301, 303, 305, 306, 308, 309, 310, 311, 312, 872, 880, 882, 883, 884, 889, 890, 893                                                                          |
| 7                                       | Budapest, Fóti út                                     | 27 | 96, 104, 104A, 196, 204 300, 301, 303, 305, 306, 308, 309, 310, 311, 312, 872, 880, 882, 883, 884, 889, 890, 893                                                                          |
| 8                                       | Budapest, Ungvári utca                                | 26 | 104, 104A, 204 300, 301, 303, 305, 306, 308, 309, 310, 311, 312 |
| 9                                       | Budapest, Bagaria utca                                | 25 | 104, 104A, 204 300, 301, 303, 305, 306, 308, 309, 310, 311, 312 |
| 11                                      | Budapest, Vízművek                                    | 23 | 104, 104A 300, 301, 303, 308, 309, 310, 311 |
| 14                                      | Budapest, Székesdűlő                                  | 20 | 104, 104A 300, 301, 303, 308, 309, 310, 311 |
| Budapest–Dunakeszi közigazgatási határa |                                                       |    | |
| 16                                      | Dunakeszi, Székesdűlő ipartelep                       | 18 | 104, 104A 300, 301, 303, 308, 309, 310, 311 |
| 17                                      | Dunakeszi, Vízművek bejárati út                       | 17 | 300, 301, 303, 308, 309, 310, 311 |
| 20                                      | Dunakeszi, városháza                                  | 13 | 300, 301, 303, 305, 306 |
| 21                                      | Dunakeszi, Szakorvosi Rendelő                         | 10 | 300, 301, 303, 305, 306, 324, 325, 371 |
| ∫                                       | Dunakeszi, benzinkút                                  | 7  | 300, 303, 305, 306, 324, 325, 371 |
| 23                                      | Dunakeszi, Barátság utca 9.                           | ∫  | 301, 303, 305, 306, 324, 325, 371 |
| 24                                      | Dunakeszi, Barátság utca 39.                          | ∫  | 301, 303, 305, 306, 324, 325, 371 |
| 25                                      | Dunakeszi, templom                                    | 5  | 300, 301, 305, 371 |
| 26                                      | Dunakeszi, Liget utca                                 | 3  | 300, 301, 305, 371 |
| 28                                      | Dunakeszi, sportpálya                                 | 2  | 300, 301, 305 |
| 30                                      | Dunakeszi, Horányi rév végállomás                     | 0  | 300, 301, 305, 371 |